# Пелле, Морис Сезар Жозеф

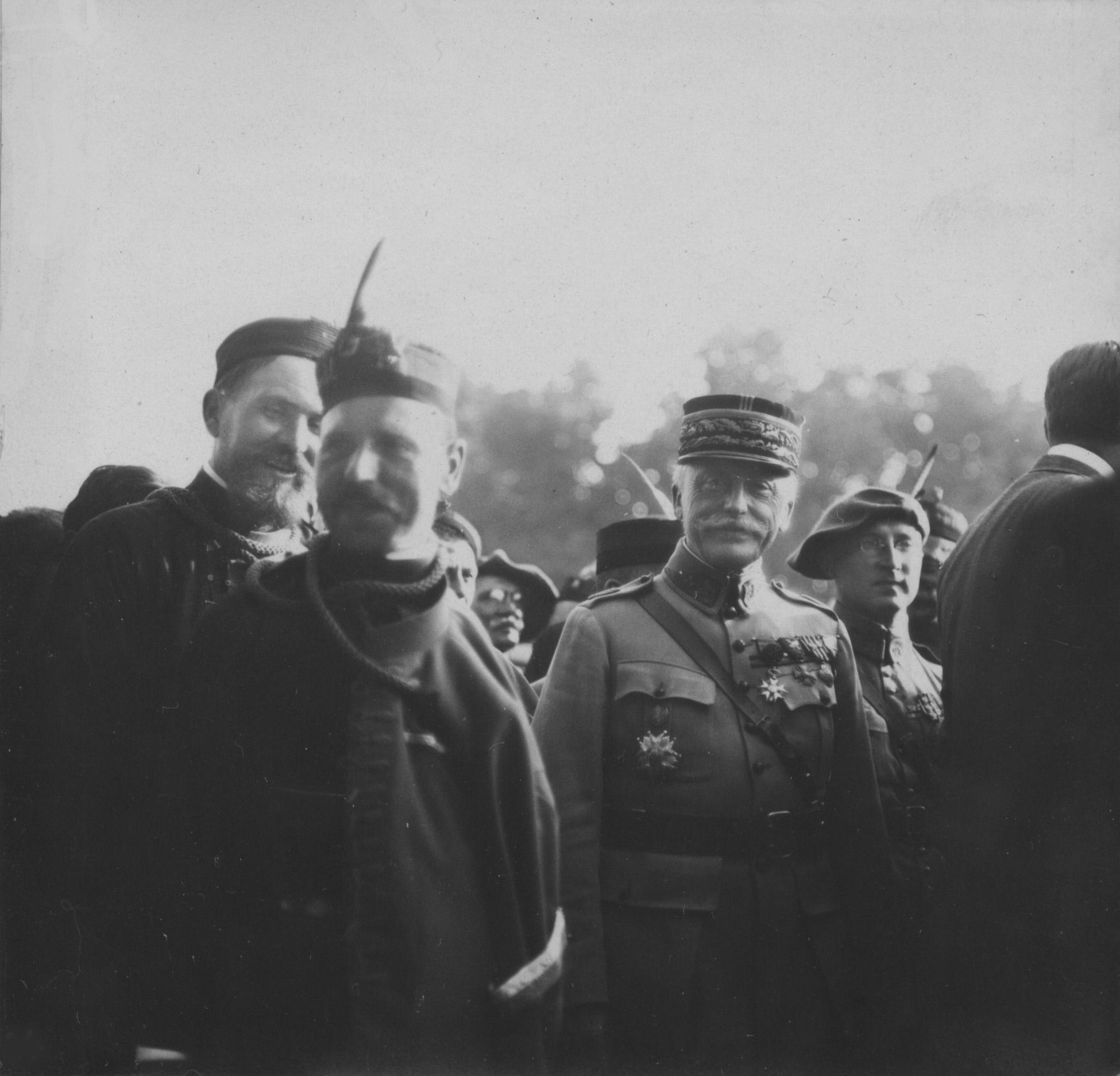
1920

Морис Сезар Жозеф Пелле (фр. Maurice César Joseph Pellé; 18 апреля 1863, Дуэ — 16 марта 1924, Тулон) — французский военачальник.

## Биография
Окончил Политехническую школу и с 1884 года состоял на военной службе. В 1897—1898 годах был офицером по особым поручениям при военном министре Франции генерале Бийо, затем находился в составе французской военной миссии в Диего-Суаресе (Мадагаскар).
С 1911 года французский военный атташе в Берлине, затем в 1913—1914 годах командовал частями французской армии в Марокко.
Во время Первой мировой войны командовал дивизией.
В феврале 1919 года был назначен управляющим французской военной миссией в Чехословакии.
4 июля 1919 года, на фоне поражений чехословацкой армии в боях с войсками Венгерской Советской Республики, президент Чехословакии Томаш Масарик заменил армейское руководство французскими офицерами, назначив, в частности, Пелле верховным командующим Вооружённых сил Чехословакии. С декабря 1919 года по декабрь 1920 года Пелле занимал пост начальника Главного штаба Вооружённых сил Чехословакии.
В 1921—1923 годах Пелле был дипломатическим представителем Франции при военном руководстве Зоной проливов, оккупированной войсками стран-победителей по окончании Первой мировой войны.